# Nélson Marcos
Nélson, właśc. Nélson Augusto Tomar Marcos (ur. 10 czerwca 1983 w Sal) – piłkarz portugalski grający na pozycji prawego obrońcy lub pomocnika.

## Kariera klubowa

### Początki
Nélson pochodzi z Republiki Zielonego Przylądka. Tam przyszedł na świat, ale dzieciństwo spędził już w Portugalii, to której wyemigrował z rodzicami. Osiedlili się oni w aglomeracji Porto. Piłkarską karierę Nélson zaczynał w zespole Vilanovense FC, grającym w portugalskiej trzeciej lidze. W klubie z miasta Vila Nova de Gaia zagrał w 22 meczach sezonu 2002/2003. Zauważono go w pobliskim Porto i od następnego sezonu Nélson był już piłkarzem SC Salgueiros. W drugiej lidze portugalskiej rozegrał 27 meczów strzelając 2 gole, ale z drużyną Salgueiros zajął dopiero 6. miejsce i nie zdołali oni awansować do ekstraklasy. Nélson na drugim froncie grał całkiem nieźle i to spowodowało, że w lecie 2004 roku został kupiony przez inny klub z Porto, Boavistę. Grając w Boaviście Nélson stał się jednym z najbardziej obiecujących piłkarzy Portugalii. W zespole prowadzonym przez Jaime Pacheco zadebiutował w ekstraklasie, a w całym sezonie 2004/2005 był podstawowym zawodnikiem swojego klubu i miał pewne miejsce na prawej flance Boavisty. Rozegrał 23 mecze ligowe i zdobył 1 bramkę (22 stycznia 2005 w wygranym 2:0 wyjazdowym meczu z CD Nacional). Boavista zajęła ostatecznie 6. miejsce w lidze, ale Nélsona chciały zatrudnić trzy najbardziej utytułowane kluby w kraju, SL Benfica, Sporting CP i FC Porto.

### Benfica
Nélson wybrał Benficę. Zaważył na tym fakt, iż zespół ten dopiero co wywalczył mistrzostwo kraju. Lizboński klub zapłacił Boaviscie sumę 1,5 miliona euro, a sam piłkarz podpisał pięcioletni kontrakt. Sezon 2005/2006 rozpoczął jako gracz pierwszej jedenastki. Osiągnął wysoką formę, co znalazło potwierdzenie zarówno w meczach ligowych, jak i Ligi Mistrzów. Miał duży udział w awansie Benfiki z fazy grupowej Ligi Mistrzów. To jego dośrodkowanie, po którym John O’Shea zdobył samobójczą bramkę, spowodowało, że Benfica po wygraniu 2:1 z Manchesterem United wyszła z grupy. Przed Bożym Narodzeniem doznał jednak kontuzji pachwiny i stracił miejsce w składzie na rzecz Brazylijczyka Alcidesa. W całym sezonie zagrał w 25 ligowych meczach i zdobył 1 gola. Benfica zajęła jednak dopiero 3. miejsce w lidze, przegrywając ze swoimi rywalami, Sportingiem i Porto. Od początku sezonu 2006/2007 Nélson jest znów podstawowym zawodnikiem Benfiki. Ponownie zabłysnął w Lidze Mistrzów i ponownie meczem z Manchesterem United, gdy zdobył gola na Old Trafford, ale Portugalczycy przegrali 1:3 i ostatecznie pożegnali się z Ligą Mistrzów na rzecz angielskiego klubu.

### Betis
W sierpniu 2008 roku Nélson za 6 milionów euro odszedł do Realu Betis, z którym podpisał pięcioletni kontrakt. Wywalczył sobie miejsce w podstawowej jedenastce i w sezonie 2008/2009 rozegrał 35 spotkań w Primera División. Betis zajął w tabeli 18. miejsce i spadł do Segunda División.

### Osasuna
31 sierpnia 2010 roku Nélson został wypożyczony do CA Osasuna.

### Kariera w liczbach
| Sezon   | Klub             | Kraj       | Rozgrywki        | Mecze | Bramki |
| ------- | ---------------- | ---------- | ---------------- | ----- | ------ |
| 2002/03 | Vilanovense FC   | Portugalia | Segunda Divisão  | 22    | 0      |
| 2003/04 | Salgueiros       | Portugalia | Liga de Honra    | 27    | 2      |
| 2004/05 | Boavista FC      | Portugalia | SuperLiga        | 23    | 1      |
| 2005/06 | SL Benfica       | Portugalia | SuperLiga        | 25    | 0      |
| 2006/07 | SL Benfica       | Portugalia | SuperLiga        | 28    | 0      |
| 2007/08 | SL Benfica       | Portugalia | SuperLiga        | 19    | 0      |
| 2008/09 | Real Betis       | Hiszpania  | Primera División | 35    | 0      |
| 2009/10 | Real Betis       | Hiszpania  | Segunda División | 22    | 0      |
| 2010/11 | CA Osasuna       | Hiszpania  | Primera División | 29    | 1      |
| 2011/12 | Real Betis       | Hiszpania  | Primera División | 0     | 0      |
| 2012/13 | Real Betis       | Hiszpania  | Primera División | 10    | 0      |
| 2012/13 | US Palermo       | Włochy     | Serie A          | 8     | 1      |
| 2013/14 | US Palermo       | Włochy     | Serie A          | 0     | 0      |
| 2013/14 | UD Almería       | Hiszpania  | Primera División | 14    | 0      |
| 2014/15 | CF Os Belenenses | Portugalia | SuperLiga        | 28    | 0      |
| 2015/16 | AD Alcorcón      | Hiszpania  | Segunda División | 36    | 0      |
| 2016/17 | AD Alcorcón      | Hiszpania  | Segunda División | 17    | 0      |

## Kariera reprezentacyjna
W grudniu 2005 Nélson otrzymał portugalskie obywatelstwo, co spowodowało, że w końcu mógł zostać powołany do reprezentacji Portugalii. Najpierw jednak trafił do młodzieżowej kadry U-21, w której zadebiutował w przegranym 0:1 meczu z rówieśnikami z Włoch. Wystąpił także w Młodzieżowych Mistrzostwach Europy w 2006, które odbywały się w Portugalii. Tam zagrał we 2 meczach grupowych, ale młodzi Portugalczycy zajęli ostatnie miejsce w grupie wygrywając tylko 1 mecz. W końcu został także powołany do pierwszej reprezentacji. Selekcjoner Luiz Felipe Scolari wysłał powołanie do Nélsona na mecz eliminacji do Euro 2008 z Kazachstanem. 15 listopada Nélson jednak nie wybiegł na boisko.